# تهران، آواز قو
تهران، آواز قو عنوان رمانی است از نویسنده هلندی با نام اف اسپرینگر که در سال ۱۹۹۱ منتشر گردید. این کتاب داستانی عاشقانه و علیه انقلاب ۱۳۵۷ ایران است.